# Bahamas i olympiska sommarspelen 1988
Bahamas deltog i de olympiska sommarspelen 1988 med en trupp bestående av 16 deltagare, men ingen av landets deltagare erövrade någon medalj.

## Friidrott
Herrarnas längdhopp
- Steve Hanna
  - Kval — 7,54m (→ gick inte vidare, 24:e plats)

Herrarnas släggkastning
- Bradley Cooper
  - Kval — 59,74m (→ gick inte vidare, 16:e plats)

Herrarnas tresteg
- Norbert Elliott
  - Kval — 16,43m
  - Final — 16,19m (→ 10:e plats)

Damernas spjutkastning
- Laverne Eve
  - Kval — 60,02m (→ gick inte vidare, 16:e plats)

Damernas längdhopp
- Shonel Ferguson
  - Kval — 6,34m (→ gick inte vidare, 18:e plats)

## Segling
Öppna klasser
| Seglare                      | Gren    | Lopp | Lopp | Lopp | Lopp | Lopp | Lopp | Lopp | Nettopoäng | Slutlig placering |
| Seglare                      | Gren    | 1    | 2    | 3    | 4    | 5    | 6    | 7    | Nettopoäng | Slutlig placering |
| ---------------------------- | ------- | ---- | ---- | ---- | ---- | ---- | ---- | ---- | ---------- | ----------------- |
| Durward Knowles Steven Kelly | Starbåt | 18   | 19   | 17   | 17   | 11   | 18   | DNC  | 136,0      | 19                |

## Simhopp
| Hoppare      | Gren         | Kval   | Kval      | Final            | Final            |
| Hoppare      | Gren         | Poäng  | Placering | Poäng            | Placering        |
| ------------ | ------------ | ------ | --------- | ---------------- | ---------------- |
| Lori Roberts | Damernas 3 m | 292,95 | 27        | Gick inte vidare | Gick inte vidare |